# Franz Steindachner
Franz Steindachner (Viena, 11 de noviembre de 1834- Viena, 10 de diciembre de 1919) fue un zoólogo austriaco destacado en ictiología.

## Biografía
En 1860 fue designado director de la colección de peces del Museo de Historia Natural de Viena. En 1868, habiendo acumulado notable fama, fue llamado a la Universidad de Cambridge en Boston (Estados Unidos). De vuelta a Viena, fue nombrado director de zoología del referido museo en 1887, y pasó finalmente a dirigirlo a partir de 1898, cuando fue nombrado director.
Dio fama y categoría de primer nivel a la colección del Museo de Historia Natural de Viena. Dicha colección fue ampliada a partir de envíos que proporcionaban los oficiales del ejército austriaco y por adquisiciones del propio Steindachner. 
Él mismo condujo sus propias expediciones a América, África y Oriente Medio, siendo las más notables las del Mar Rojo, en 1895, y la de Brasil de 1903. Publicó más de sesenta obras sobre su especialidad.

## Algunas publicaciones
- 1876. Ichthyologische Beiträge (V). [Subtitles i–v.]. Sitzungsber. Akad. Wiss. Viena 74 (1. Abth.) : 49–240, Pl. 1–15
- 1877. Die Süßwasserfische des südöstlichen Brasilien, Viena.
- 1880. Beitäge zur Kenntniss der Flussfische Südamerikas (II) und Ichthyologische Beiträge (IX). Anz. Akad. Wiss. Viena 17 (n.° 19) : 157–159.
- 1901. Geschichte des Zoologie in Österreich von 1850 bis 1900. Fische. 407-443, In: Botanik und Zoologie in Österreich in den Jahren 1850 bis 1900. Festschrift herausgegeben von der K.K. Zoologisch-Botanischen Gesellschaft in Wien anlässilich der Feier ihres fünfzigjährigen Bestandes. Alfred Hölder. Viena.
- 1908. Über drei neue Characinen und drei Siluroiden aus dem Stromgebiete des Amazonas innerhalb Brasilien, Viena.

## Honores

### Eponimia
Géneros
- Steindachneridion, genus de pez de Sudamérica descubierto por Steindachner[1]

- Steindachnerina, genus de pez de Sudamérica.[2]

- Steindachneria, genus de pez del Atlántico oeste;[3] (Steindachneria argentea).

Especies
ocho especies y una subespecie de reptiles: Amphisbaena steindachneri, Chelodina steindachneri, Diplodactylus steindachneri, Kinosternon subrubrum steindachneri, Lioscincus steindachneri, Micrurus steindachneri, Palea steindachneri, Phrynocephalus steindachneri, Pseudalsophis steindachneri.

## Abreviatura (zoología)
La abreviatura Steindachner  se emplea para indicar a Franz Steindachner como autoridad en la descripción y taxonomía en zoología.

La abreviatura Steindachner  se emplea para indicar a Franz Steindachner como autoridad en la descripción y taxonomía en zoología.

- Datos: Q78583
- Multimedia: Franz Steindachner / Q78583
- Especies: Franz Steindachner